# دولار شرق الكاريبي
دولار شرق الكاريبي (رمز العملة xcd) هي العملة المستخدمة من ثماني من الدول التسع الأعضاء في منظمة دول شرق البحر الكاريبي. فهو قائم منذ عام 1965، وهو ومختصر عادة مع علامة الدولار ($) أو بدلاً من ذلك (EC$) وذلك لتمييزة عن باقي العملات المسماة بالدولار.
وسعر صرفه هو (2.7EC$ = 1 دولار أمريكي) ونتيجة لسعر صرفه المتدني وأوجه التشابه الشكلي قام بعض النصابين في كندا باستخدام عملة ال25 سنت بدلاً من الربع دولار.

## التاريخ
في عام 1946، شهد مؤتمر عملات غرب الهند موافقة باربادوس وجويانا البريطانية وجزر ليوارد وترينيداد وتوباغو وجزر ويندوارد على إنشاء نظام عملة عشرية موحد يعتمد على دولار غرب الهند ليحل محل الترتيب الحالي المتمثل في وجود ثلاثة مجالس مختلفة من مفوضو العملة لبربادوس (التي خدمت أيضًا جزر ليوارد وويندوارد) وجويانا البريطانية وترينيداد وتوباغو).
في عام 1949، قامت الحكومة البريطانية بإضفاء الطابع الرسمي على نظام الحسابات بالدولار في مناطق غيانا البريطانية وشرق الكاريبي من خلال إدخال دولار جزر الهند الغربية البريطانية (BWI $) بمعدل التحويل الحالي البالغ 4.80 دولارًا للجنيه الإسترليني (أو 1 دولار = 4 شلن 2 بنس.). كانت واحدة من العديد من المشاريع السياسية والاقتصادية التجريبية التي اختبرتها الحكومة البريطانية لتشكيل نظام موحد داخل أراضي الهند الغربية البريطانية. رمز "BWI $" المستخدم بشكل متكرر وكانت العملة تُعرف شفهيًا باسم الدولار "Beewee" (عامية الهند الغربية البريطانية). بعد ذلك بوقت قصير في عام 1950، تم إنشاء مجلس العملات الكاريبي البريطاني (BCCB) في ترينيداد [8] مع الحق الوحيد في إصدار الأوراق النقدية والعملات المعدنية للعملة الموحدة الجديدة وإعطاء تفويض بالحفاظ على غطاء كامل للعملات الأجنبية لضمان قابلية التحويل في 4.80 دولار لكل جنيه إسترليني. [6] في عام 1951، انضمت جزر فيرجن البريطانية إلى الترتيب، لكن هذا أدى إلى استياء لأن تلك المنطقة كانت تنجذب بشكل طبيعي إلى عملة جزر فيرجن الأمريكية المجاورة. في عام 1961، انسحبت جزر فيرجن البريطانية من الترتيب واعتمدت الدولار الأمريكي.
حتى عام 1955، كان الدولار الأمريكي (BWI) موجودًا فقط كأوراق نقدية مقترنة بعملة كسور الاسترليني. حلت العملات العشرية محل العملات الإسترلينية في عام 1955. كانت هذه العملات العشرية مقومة بالسنت، حيث يساوي كل سنت نصف بنس بالجنيه الإسترليني.
في عام 1958، تم تأسيس اتحاد جزر الهند الغربية وكان BWI $ عملته. ومع ذلك، على الرغم من أن جامايكا (بما في ذلك جزر كايمان وجزر تركس وكايكوس) كانت جزءًا من اتحاد جزر الهند الغربية، فقد احتفظت بالجنيه الجامايكي، على الرغم من اعتمادها دولار أمريكي كعملة قانونية من عام 1954. كانت جامايكا وجزر كايمان وجزر تركس وكايكوس بالفعل مستخدمين راسخين لنظام حسابات الجنيه الاسترليني والشلن والبنس.
في عام 1964، أنهت جامايكا حالة المناقصة القانونية الخاصة بـ BWI $ وانسحبت ترينيداد وتوباغو من اتحاد العملات (اعتمادًا دولار ترينيداد وتوباغو) مما أجبر انتقال مقر BCCB إلى بربادوس وقريبًا «فقد دولار BWI $» دعمه الإقليمي.
في عام 1965، تم استبدال دولار جزر الهند الغربية البريطانية من اتحاد جزر الهند الغربية المنحل الآن على قدم المساواة بالدولار الكاريبي الشرقي وتم استبدال BCCB بهيئة عملات شرق الكاريبي أو ECCA (تم إنشاؤه بموجب اتفاقية عملة شرق الكاريبي 1965). انسحبت غيانا البريطانية من الاتحاد النقدي في العام التالي. عادت غرينادا، التي كانت تستخدم دولار ترينداد وتوباغو منذ عام 1964، إلى ترتيب العملة الموحدة في عام 1968. انسحبت بربادوس من اتحاد العملات في عام 1972، وبعد ذلك تم نقل مقر ECCA إلى سانت كيتس.
بين عامي 1965 و 1983، أصدرت هيئة شرق الكاريبي للعملات الدولار الكندي، مع عملات ورقية من عام 1965 وعملات معدنية من عام 1981. ويصدر الآن من قبل البنك المركزي لمنطقة شرق الكاريبي، ومقره مدينة باستير، في سانت كيتس ونيفيس. تأسس البنك بموجب اتفاقية (اتفاقية البنك المركزي لشرق الكاريبي) الموقعة في بورت أوف سبين في 5 يوليو 1983.

## العملات معدنية
حتى عام 1981، تم تداول عملات BWI $. في عام 1982، قدمت سلسلة جديدة من العملات المعدنية بفئات 1 و 2 و 5 و 10 و 25 سنتًا ودولار واحد. تم تقطيع العملات المعدنية من 1 و 5 سنت في حين كانت العملة 2 سنت مربعة. تم ضرب هؤلاء الثلاثة في الألومنيوم. كانت العملات المعدنية من فئة 10 و 25 سنتًا مستديرة ونحاس نيكل. كان الدولار من البرونز والألمنيوم المستدير أيضًا. تم استبدال عملة الدولار البرونزية المستديرة المصنوعة من الألومنيوم في عام 1989 بنوع عشري من النيكل النحاس. في عام 2002، تم تقديم قطع جديدة وأكبر على شكل دائري 1 و 2 و 5 سنت، إلى جانب عملة 1 دولار جديدة كانت مستديرة أيضًا. تم تغيير تمثال الملكة إليزابيث الثانية أيضًا في نفس العام على جميع فئات العملات المعدنية إلى تصميم إيان رانك برودلي، مما يجعلها آخر عملة كومنولث حتى ذلك التاريخ لإيقاف صورة أرنولد ماشين. ظلت تركيباتها من الألومنيوم والنيكل والنحاس على التوالي. توجد فئات أعلى ولكن تم إصدارها فقط كعملات ميدالية. تم سحب العملات المعدنية من فئة 1 و 2 سنت من التداول في يوليو 2015، وظلت مناقصة قانونية حتى 30 يونيو 2020.

## الأوراق النقدية
في عام 1965، أصدرت هيئة عملات شرق الكاريبي عملات ورقية من فئات 1 و 5 و 20 و 100 دولار، وكلها تظهر صورة لبيترو أنيجوني وعام 1956 للملكة إليزابيث الثانية في شعار وسام الرباط. كانت الإصدارات الأولى باسم البنك المركزي الكاريبي الشرقي في عام 1985 من نفس الفئات، مع إضافة أوراق نقدية من فئة 10 دولارات. تم إصدار الأوراق النقدية بقيمة دولار واحد في عام 1989 وتم تقديم الأوراق النقدية من فئة 50 دولارًا في عام 1993. في 1 أبريل 2008، أصدر البنك المركزي لمنطقة شرق الكاريبي سلسلة جديدة من الأوراق النقدية التي تشبه الإصدارات السابقة، باستثناء حذف كل من الرمز الشريطي وأحرف رمز البلد التي تشكل جزءًا من الرقم التسلسلي في الملاحظات الحالية. في عام 2012، أصدر البنك المركزي لشرق الكاريبي سلسلة من الأوراق النقدية ذات ميزات برايل في محاولة لتوفير الملاحظات التي يسهل على المكفوفين وضعاف البصر استخدامها. تتميز أحرف برايل المرتفعة في الملاحظات التي تمت ترقيتها بموضوع لعبة الكريكيت على شكل كرات وجذوع. تمت إضافة هذه الأحرف إلى الأوراق النقدية 10 و 20 و 50 و 100 دولار.
| Obverse                                 | Reverse                                | Denomination           | Obverse                                         |
| --------------------------------------- | -------------------------------------- | ---------------------- | ----------------------------------------------- |
| East Caribbean States $5 note (front)   | East Caribbean States $5 note (rear)   | 5 دولار شرق الكاريبي   | الملكة اليزابيث الثانية، سلحفاة، وعل أخضر الحلق |
| East Caribbean States $10 note (front)  | East Caribbean States $10 note (rear)  | 10 دولار شرق الكاريبي  | الملكة اليزابيث الثانية، سلحفاة، وعل أخضر الحلق |
| East Caribbean States $20 note (front)  | East Caribbean States $20 note (rear)  | 20 دولار شرق الكاريبي  | الملكة اليزابيث الثانية، سلحفاة، وعل أخضر الحلق |
| East Caribbean States $50 note (front)  | East Caribbean States $50 note (rear)  | 50 دولار شرق الكاريبي  | الملكة اليزابيث الثانية، سلحفاة، وعل أخضر الحلق |
| East Caribbean States $100 note (front) | East Caribbean States $100 note (rear) | 100 دولار شرق الكاريبي | الملكة اليزابيث الثانية، سلحفاة، وعل أخضر الحلق |

## الإصدارات
| وجه العملة | العكس | الفئة  | وجه العملة                               | العكس |
| ---------- | ----- | ------ | ---------------------------------------- | --- |
|            |       | EC$5   | الملكة اليزابيث الثانية، وعلم أخضر الحلق | منزل الأدميرال في أنتيغوا وبربودا، خريطة منظمة دول شرق الكاريبي، وردة البوصلة الفضية، شلالات ترافالغار في دومينيكا، الأسماك الاستوائية                                              |
|            |       | EC$10  | الملكة اليزابيث الثانية، وعلم أخضر الحلق | خليج أدميرالتي في سانت فنسنت وجزر غرينادين، خريطة منظمة دول شرق الكاريبي، وردة بوصلة فضية، مركب وارسبيتي المركب في أنغيلا، بجع بني، أسماك استوائية                                  |
|            |       | EC$20  | الملكة اليزابيث الثانية، وعلم أخضر الحلق | مقر الحكومة مونتسيرات، خريطة منظمة دول شرق البحر الكاريبي، وردة بوصلة فضية، وحصاد الأيدي جوزة الطيب في غرينادا، والأسماك الاستوائية                                                 |
|            |       | EC$50  | الملكة اليزابيث الثانية، وعلم أخضر الحلق | قلعة Brimstone Hill في سانت كيتس، خريطة منظمة دول شرق الكاريبي، وردة البوصلة الفضية، Les Pitons (البراكين) في سانت لوسيا، الخرشنة السخامية، الأسماك الاستوائية                      |
|            |       | EC$100 | الملكة اليزابيث الثانية، وعلم أخضر الحلق | الاقتصادي في سانت لوسيان السير ويليام آرثر لويس، خريطة منظمة دول شرق الكاريبي، وردة البوصلة الفضية، مبنى البنك المركزي لشرق الكاريبي، سويفتس جزر الأنتيل الصغرى، الأسماك الاستوائية |

| وجه العملة | العكس | الفئة  | وجه العملة | العكس |
| ---------- | ----- | ------ | --- | ----- |
|            |       |        | الملكة اليزابيث الثانية ، وعلم أخضر الحلق |       |
|            |       | EC$10  | خليج أدميرالتي في سانت فنسنت وجزر غرينادين، خريطة منظمة دول شرق الكاريبي، وردة بوصلة فضية، مركب وارسبيتي المركب في أنغيلا، بجع بني، أسماك استوائية                                  |       |
|            |       | EC$20  | مقر الحكومة مونتسيرات، خريطة منظمة دول شرق البحر الكاريبي، وردة بوصلة فضية، وحصاد الأيدي جوزة الطيب في غرينادا، والأسماك الاستوائية                                                 |       |
|            |       | EC$50  | قلعة Brimstone Hill في سانت كيتس، خريطة منظمة دول شرق الكاريبي، وردة البوصلة الفضية، Les Pitons (البراكين) في سانت لوسيا، الخرشنة السخامية، الأسماك الاستوائية                      |       |
|            |       | EC$100 | الاقتصادي في سانت لوسيان السير ويليام آرثر لويس، خريطة منظمة دول شرق الكاريبي، وردة البوصلة الفضية، مبنى البنك المركزي لشرق الكاريبي، سويفتس جزر الأنتيل الصغرى، الأسماك الاستوائية |       |

| وجه العملة | العكس | الفئة  | وجه العملة | العكس |
| ---------- | ----- | ------ | --- | ----- |
|            |       |        | الملكة اليزابيث الثانية ، وعلم أخضر الحلق |       |
|            |       | EC$10  | خليج أدميرالتي في سانت فنسنت وجزر غرينادين، خريطة منظمة دول شرق الكاريبي، وردة بوصلة فضية، مركب وارسبيتي المركب في أنغيلا، بجع بني، أسماك استوائية                                  |       |
|            |       | EC$20  | مقر الحكومة مونتسيرات، خريطة منظمة دول شرق البحر الكاريبي، وردة بوصلة فضية، وحصاد الأيدي جوزة الطيب في غرينادا، والأسماك الاستوائية                                                 |       |
|            |       | EC$50  | قلعة Brimstone Hill في سانت كيتس، خريطة منظمة دول شرق الكاريبي، وردة البوصلة الفضية، Les Pitons (البراكين) في سانت لوسيا، الخرشنة السخامية، الأسماك الاستوائية                      |       |
|            |       | EC$100 | الاقتصادي في سانت لوسيان السير ويليام آرثر لويس، خريطة منظمة دول شرق الكاريبي، وردة البوصلة الفضية، مبنى البنك المركزي لشرق الكاريبي، سويفتس جزر الأنتيل الصغرى، الأسماك الاستوائية |       |

## الدول التي تستخدم دولار شرق الكاريبي
ستة من الدول التي تستخدم دولار شرق الكاريبي هي دول مستقلة وهي: أنتيغا وبربودا، ودومينيكا، وغرينادا، سانت كيتس ونيفيس سانت لوسيا سانت فنسينت والجرينادينز.. والاثنين الأخريين هما من أقاليم ما وراء البحار البريطانية: أنغيلا ومونتسيرات. والدولة الوحيدة العضو في منظمة دول شرق الكاريبي التي لا تستخدم دولار شرق الكاريبي كعملة رسمية هي جزر فيرجن البريطانية، والتي تستخدم بدلاً منها الدولار الأمريكي.
فإن العدد الإجمالي لسكان الدول التي تستخدم دولار شرق الكاريبي ما يقرب من 600000 (إحصاء 2006)
تظهر صورة الملكة اليزابيث الثانية على الأوراق النقدية والقطع النقدية لل: حيث تعتبر هي رئيس الدولة في جميع الولايات والأقاليم التي تقوم باستخدام دولار شرق الكاريبي، باستثناء دومينيكا.